# Mountain Park (comté de Gwinnett, Géorgie)
Mountain Park est une census-designated place située dans le comté de Gwinnett, dans l’État de Géorgie, aux États-Unis. Lors du recensement de 2020, elle comptait 13 089 habitants.